# Laurence Gavronová

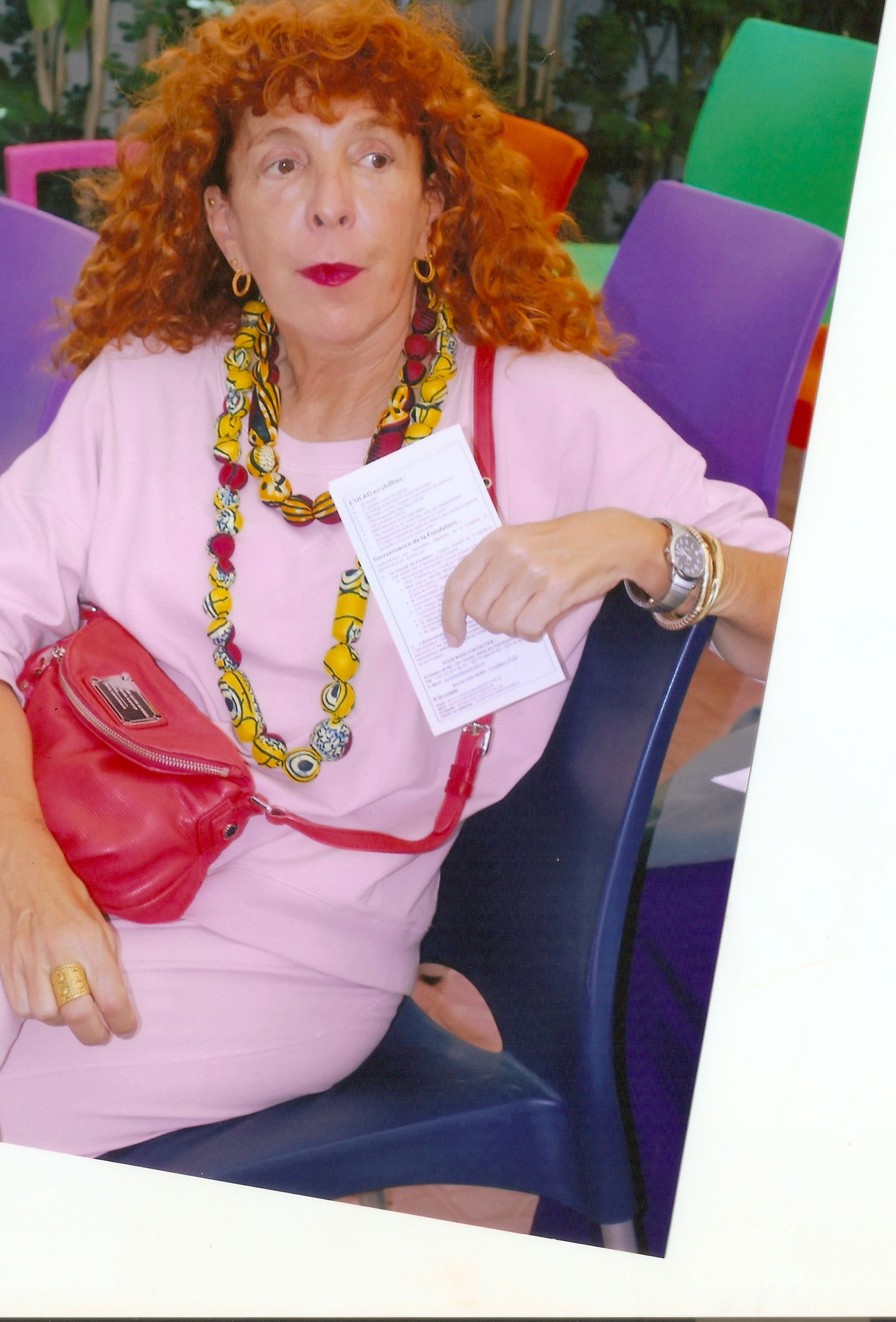
Laurence Gavronová, Dakar, 2015

Laurence Gavronová (nepřechýleně Laurence Gavron; 3. května 1955, Paříž – 14. září 2023, tamtéž) byla francouzsko-senegalská filmová režisérka, spisovatelka a fotografka.

## Životopis
Gavronová se narodila v Paříži v roce 1955 a dokončila magisterskou práci v oboru moderní literatury a filmu na Sorbonne Nouvelle University Paris 3 s názvem Aspects du thème de l'errance dans le cinéma américain. Svou kariéru začala psaním o kinematografii do různých novin a časopisů, poté pracovala jako televizní novinářka. Byla také novinářkou pro Cinéma, Cinémas, Étoiles et Toiles, Métropolis, Absolument Cinéma, Après la sortie a další.
Gavronová pracovala po boku Denise Lenoira na napsání biografie amerického herce a režiséra Johna Cassavetese s názvem Marabouts d'ficelle. Napsala také romány Boy Dakar, Hivernage a Fouta Street, které získaly Prix du roman d'aventures(fr). Kromě toho napsala řadu článků a filmových kritik do různých novin a časopisů, jako jsou Positif, Cahiers du Cinéma, Libération a Le Monde. V roce 2002 se přestěhovala do Dakaru a v roce 2008 získala senegalské občanství.
Laurence Gavronová zemřela v Paříži dne 14. září 2023.

## Dílo

### Romány
- Marabouts d'ficelle (2000)
- Boy Dakar (2008)
- Hivernage (2009)
- Fouta Street (2017)

### Dokumentární filmy
- Just like Eddie (1980)
- Ninki Nanka, le Prince de Colobane (1991)
- Y'a pas de problème ! : fragments de cinémas africains (1995)
- Naar bi, loin du Liban (1999)
- Sur les traces des mangeurs de coquillages (2000)
- Le Maître de la parole - El Hadj Ndiaga Mbaye, la mémoire du Sénégal (2004)
- Saudade à Dakar (2005)
- Samba Diabaré Samb, le gardien du temple (2006)
- Yandé Codou Sène, Diva Séeréer (2008)
- Assiko! (2008)
- Juifs Noirs, les racines de l'olivier (2015)
- Si loin du Vietnam (2016)
- Le Père du marié (2022)

### Hrané filmy
- Fin de soirée (1981)
- Il Maestro (1986)
- Hivernage (2020)